# La sombra (telenovela)
La sombra fue una telenovela argentina que se transmitió por Canal 13 en 1981.
Protagonizada por Silvia Montanari y Víctor Hugo Vieyra y Cristina Tejedor y Nora Massi y Raúl Lavié

## Guion
La telenovela fue dirigida por Martha Reguera e inspirada en la obra teatral del dramaturgo: 
Dario Niccodemi en versión libre de Gerardo Galván, Ricos y famosos (1997), La hermana mayor (1995), Por siempre mujercitas (1995), Por siempre tuyo (1985), Cuando es culpable el amor (1983), Un ángel en la ciudad (1980), Mamá Linda (1979), Una escalera al cielo (1979), El exterminador (1972).

## Argumento
(Silvia Montanari) es Silvia Cruz, una mujer que a punto de casarse con su gran amor, el arquitecto Gerardo Lencinas (Victor Hugo Vieyra), queda paralítica en el momento de dar el sí ante el altar.
Gerardo que la ama con locura sufre porque no termina de comprender lo que pasa. Es entonces cuando Helena (Cristina Tejedor) la malvada y supuesta amiga de la protagonista decide aprovechar la situación y usar todas sus armas para quitarle el novio a Silvia y casarse con él. A partir de allí se va desarrollando una trama apasionante y llena de misterio…

## Elenco
- Silvia Montanari - Silvia Cruz
- Víctor Hugo Vieyra - Gerardo Lencinas
- Cristina Tejedor - Helena Preville / Agustina Preville
- Claudia Rucci - Paula
- Nora Massi - Adriana
- Horacio O'Connor - Bernardino Olsen
- Raúl Lavié - Miguel
- Natacha Nohani - Francisca
- Roberto Merlino - Lucas
- Guadalupe Pechmann - Graciela "Gracielita"
- Oscar Ferreiro - Ricardo
- María Danelli - Carla
- Umberto Bruno - Esteban
- Laura Saniez - Berenice
- Betina Hudson - Claudia
- Héctor Fuentes - Domingo
- Raúl Florido - Edgardo

## Equipo Técnico
- Escenografía: Horacio de Lázzari
- Iliminación: Jorge Correa, Jorge Bonanno, Enrique Sánchez.
- Asistente de dirección: Pedro Luis Tubello, Justo Luis Agostino, Jesuan Valencia.
- Producción y dirección: Martha Reguera, (Tuvo un reemplazo de: Rodolfo Hoppe en la dirección).